# 세루기오 바울로

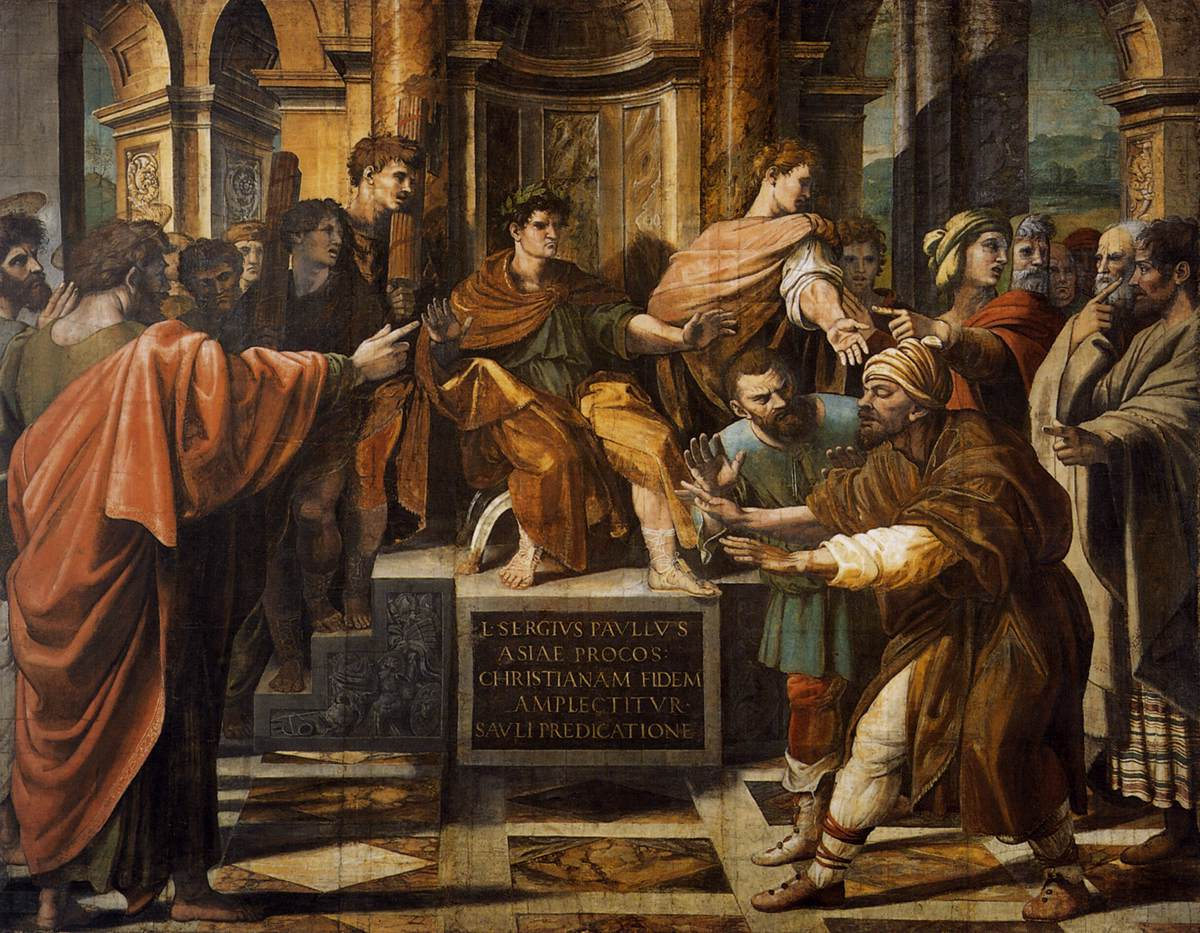
마술사 엘리마가 세루기오 바울로 앞에서 맹인이 되었다. 라파엘로 산치오.

루키우스 세루기오 바울로(공동번역), 서기오 바울(개신교), 세르기우스 바오로(가톨릭)은 클라우디우스 황제(1세기) 밑에서 키프로스의 프로콘술을 맡았던 사람이다. 그는 바울이 사도행전 13장 6-12절에서 파포스에 바르나바와 요한 마르코와 함께 바르-예수(엘리마)의 방해를 물리치고 세루기오를 기독교로 개종시킨 기록에 등장한다.
1887년 발견된 클라우디우스의 경계 표지석은 세루기오에 대해 언급하가 있다. 이 표지석은 서기 47년에 있었던 테베레강의 제방과 운하의 관리자(Curator)의 임명을 기술하고 있는데, 여기에 세루기오가 등장한다. 사도 바울의 키프로스 여행이 일반적으로 40년대 중반으로 비정되기 때문에, 세루기오가 최소 3년간은 키프로스의 프로콘술로 재직하다가 로마로 돌아가 관리자로 임명된 것으로 여겨진다. 그러나 로마서에서 바울이 그의 안부를 묻지 않으므로, 로마서가 쓰여지기 이전에 사망했으리라는 주장이 존재한다.
중세시대의 전설중 일부는 세루기오 바울로를 나르본의 바울과 동일시하는데, 이는 시대착오적인 것으로 나르본의 바울은 3세기경 사람이다.
세루기오 바울로라는 이름을 가진 상원의원이 연속적으로 여섯명 등장하는데, 본문의 세루기오를 이 중 첫번째 사람으로 여기는 학자들도 존재한다.